# Apanteles priscus
Apanteles priscus är en stekelart som beskrevs av Nixon 1967. Apanteles priscus ingår i släktet Apanteles och familjen bracksteklar. Inga underarter finns listade i Catalogue of Life.